# 香椎東出入口

福岡高速道路1号香椎線、香椎東出入口

香椎東出入口（かしいひがしでいりぐち）は福岡県福岡市東区にある福岡高速道路1号香椎線の出入口。

## 接続する道路
- 国道3号

## 周辺
- 九州産業大学
- 九州造形短大
- 福岡女子大学
- 中央卸売東部市場

## 注意点
- 料金は名島料金所で支払うため、入口に料金収受施設はない。

## 隣
福岡高速1号線
(101)香椎東出入口 - (102)香椎出入口